# Myrsine ronuiensis
Myrsine ronuiensis là một loài thực vật thuộc họ Myrsinaceae. Đây là loài đặc hữu của Polynésie thuộc Pháp.